# Corina Kavanagh
Corina Kavanagh (Buenos Aires, 20 de febrero de 1890 - Ib., 18 de febrero de 1984) fue una estanciera argentina de la primera década del siglo XX, conocida por haber encargado la construcción del Edificio Kavanagh de Buenos Aires.

## Biografía
Nació el 20 de febrero de 1890, siendo la hija mayor de John Patrick Kavanagh Machierman y su esposa, Elisa Lynch Byrne. Sus padres habían emigrado de Irlanda a la Argentina, en donde se convirtieron en prósperos terratenientes. Ella tenía un hermano, Diego. Su madre murió joven, pero su padre siguió protegiéndola y seleccionó cuidadosamente a las pocas personas que conoció. El 20 de julio de 1912 se casó con Guillermo Ham Kenny, también de ascendencia irlandesa, quien era un millonario terrateniente y amigo de la familia, siendo mayor que el padre de Corina. La pareja no tuvo hijos. Cuando murió su esposo, se casó con el médico que lo había atendido hasta el final, Guillermo Mainini Ríos. Este matrimonio fue declarado nulo por la Iglesia. El 17 de marzo de 1938 se casó por tercera vez con Gustavo Casares Lynch, que también resultó ser un matrimonio infructuoso.
Corina Kavanagh había heredado una gran fortuna de su primer esposo. Le gustaban las joyas caras, la sociedad y tenía los medios financieros para viajar. En 1934 financió la construcción del Edificio Kavanagh, el primer rascacielos de América del Sur, híbrido entre los estilos modernista y art déco. El bloque residencial se eleva a 120 metros de altura, con 105 departamentos de lujo distribuidos en veintinueve pisos. Corina se reservó todo el piso 14, aunque nunca vivió allí, prefiriendo una hermosa casa en el distrito de Olivos, en las afueras de Buenos Aires. La construcción de dicha torre tomó solo catorce meses y se completó en 1936. En ese momento, era la estructura de hormigón armado más alta del mundo y fue el edificio más alto de América del Sur durante muchos años. Según algunas anécdotas de las guías de turismo, Corina vendió varias estancias familiares e invirtió la mayor parte de su riqueza, cuando tenía treinta y nueve años, para pagar su construcción. 
Corina Kavanagh murió el 18 de febrero de 1984 en Buenos Aires.

## Leyenda sobre la construcción del Edificio Kavanagh
Con vistas a la Plaza San Martín, la construcción de la torre Kavanagh impidió la vista de la Basílica del Santísimo Sacramento desde el Palacio Anchorena; la elección de este sitio para la construcción de un edificio tan monumental fue interpretada por la alta sociedad porteña como un desaire para la familia propietaria del mismo. Esta  creencia se convirtió en una leyenda local acerca de los motivos de la  construcción de la monumental torre.
Según la misma, en la década de 1930, Corina Kavanagh tenía un romance con un hijo de Mercedes Castellanos de Anchorena. Esta mujer, destacada dama de la aristocracia criolla, no aprobaba la relación, dado que los Kavanagh, si bien adinerados, no eran de origen criollo, o como se solía decir entonces, patricio. La oposición de Mercedes provocó la ruptura entre Corina y su enamorado. 
Ahora bien, la señora Castellanos de Anchorena era una destacada benefactora de la iglesia católica, lo que le valió el título de condesa pontificia, la cual había financiado la construcción de mencionada basílica, ubicada casi frente a la residencia familiar. A manera de venganza, la rica Kavanagh, compró un lote de terreno frente al palacio de los Anchorena e hizo edificar allí la torre, para que el templo que doña Mercedes consideraba su legado, no pudiera verse de frente y, en especial, desde la morada de la odiada familia. El único lugar desde cual es visible el atrio de la basílica del Santísimo Sacramento, es un pasaje que lleva el nombre de Corina Kavanagh.
La leyenda es falsa, dado que Mercedes de Anchorena murió en 1920, dieciséis años antes de la inauguración del edificio Kavanagh, año en el cual el palacio Anchorena pasó a poder del estado argentino como sede de la cancillería. Tampoco consta un romance entre Corina y un hijo de la misma, y no hay constancia de que hubiese ninguna animadversión entre ambas mujeres.